# Ein Mann namens Otto
Ein Mann namens Otto (Originaltitel A Man Called Otto) ist eine Tragikomödie von Marc Forster, die Ende Dezember 2022 in die US-amerikanischen Kinos und Anfang Februar 2023 in die deutschen Kinos kam. Es handelt sich bei dem Film um ein Remake von Ein Mann namens Ove von Hannes Holm aus dem Jahr 2015 und gleichzeitig eine Adaption des gleichnamigen Romans von Fredrik Backman aus dem Jahr 2012.

## Handlung
Nach dem Tod seiner Ehefrau Sonya sieht der 63-jährige, in Pittsburgh lebende Witwer Otto kaum noch einen Sinn in seinem Leben. Zwar dreht er weiterhin seine täglichen Runden durch die Nachbarschaft, auf denen er seine Mitmenschen über richtige Mülltrennung und falsch parkende Autos belehrt, doch zwischenmenschlich pflegt der Rentner kaum noch Kontakte und tritt seinen Nachbarn gegenüber mürrisch und unhöflich auf. In Erinnerung an Sonya schwelgend und den Wunsch verspürend, bei ihr zu sein, möchte Otto seinem Leben ein Ende setzen. Mehrere seiner Suizidversuche werden jedoch durch die neue Nachbarsfamilie Mendes gestört, die gerade in das gegenüberliegende Haus gezogen ist.
Otto wird von den Eltern Marisol und Tommy immer wieder um Hilfe bei Problemen im Haushalt gebeten und baut so zunächst widerwillig eine Beziehung zur Familie auf. An einigen Abenden passt er auf die beiden Töchter Luna und Abbie auf, während er Marisol an anderen Tagen Fahrstunden gibt. Durch die Freundschaft schöpft Otto vorübergehend neuen Lebensmut und nimmt auch eine Straßenkatze bei sich auf. Als er Marisol allerdings eines Tages von seiner Frau Sonya erzählt, kehrt sein mürrischer Zustand zurück.
Otto versucht sich zu erschießen, wird dieses Mal aber vom jungen Zeitungsausträger Malcolm gestört. Dieser war einst ein Schüler von Sonya, hat Otto auf der Straße wiedererkannt und bittet den Rentner nun um eine Unterkunft, da er von seinem Vater aufgrund seiner Transsexualität rausgeschmissen wurde. Otto gewährt dem Teenager Unterschlupf und verwirft seine Suizidpläne endgültig. Am nächsten Tag erfährt Otto von seinem Bekannten Jimmy, dass die Nachbarsleute Anita und Reuben von einer großen Immobilienfirma aus ihrem Haus verdrängt werden sollen. Gemeinsam mit anderen Nachbarn lenkt Otto die öffentliche Aufmerksamkeit auf die illegalen Machenschaften des Unternehmens und kann so die Zwangsenteignung verhindern.
Da Otto seit vielen Jahrzehnten an einer Herzkrankheit leidet, verschlechtert sich in der Folgezeit sein gesundheitlicher Zustand. Marisol und Tommy, die inzwischen Eltern eines dritten Kindes geworden sind und Otto in ihre Familie integriert haben, finden den Rentner eines Tages leblos in seinem Haus auf. Otto hat verfügt, dass sein gesamter Besitz in die Hände der Familie Mendes übergehen und sein Geld der schulischen Ausbildung der Kinder zugutekommen soll.

## Produktion

### Vorlagen und Filmstab

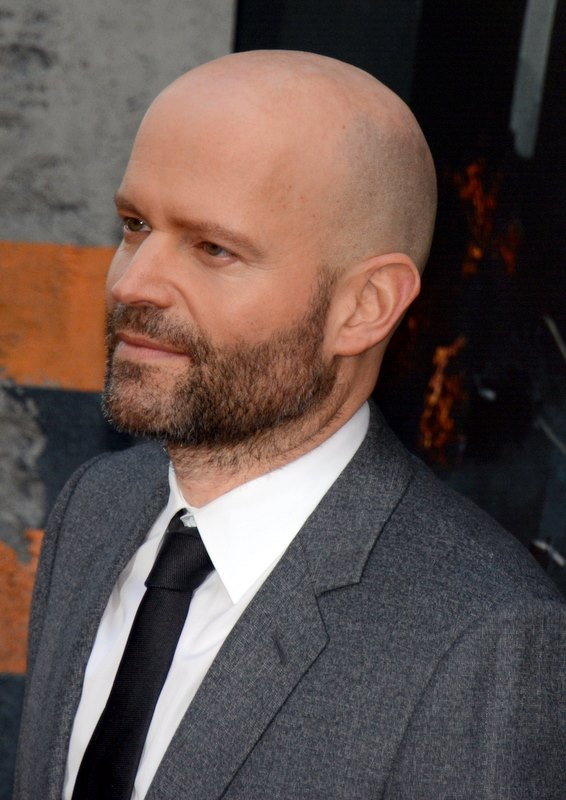
Regisseur Marc Forster

Es handelt sich bei Ein Mann namens Otto um ein Remake des Films Ein Mann namens Ove von Hannes Holm aus dem Jahr 2015, der für zwei Oscars nominiert war. Holm, der damals auch das Drehbuch schrieb, adaptierte hierfür den gleichnamigen Roman von Fredrik Backman aus dem Jahr 2012. Dieser landete im Jahr seiner Veröffentlichung auf Platz 1 der Bestsellerliste der New York Times.
Die Adaption für die Neuverfilmung erfolgte durch David Magee. Auch bei seinen letzten Arbeiten als Drehbuchautor handelte es sich um Literaturverfilmungen. Er war unter anderem für die Adaptionen für Life of Pi: Schiffbruch mit Tiger, Mary Poppins’ Rückkehr und Lady Chatterleys Liebhaber tätig. Der deutsch-schweizerische Regisseur Marc Forster ist für Filme aus verschiedensten Genres bekannt. So gehören zu seinen Arbeiten die Filmdramen Wenn Träume fliegen lernen und Drachenläufer, der Agententhriller James Bond 007: Ein Quantum Trost, der Actionfilm World War Z oder das Fantasy-Abenteuer Christopher Robin.

### Besetzung und Dreharbeiten
Der zweifache Oscar-Preisträger und vierfache Golden-Globes-Gewinner Tom Hanks spielt in der Titelrolle den Witwer Otto Anderson. Die Mexikanerin Mariana Treviño spielt dessen neue Nachbarin Marisol. Rachel Keller spielt Ottos verstorbene Ehefrau Sonya, Manuel Garcia-Rulfo Tommy. In weiteren Rollen sind Cameron Britton und Mike Birbiglia zu sehen. In Rückblenden wird der jüngere Otto von Tom Hanks’ Sohn Truman gespielt.
Die Dreharbeiten fanden ab Februar 2022 unter anderem in Pittsburgh statt. Als Kameramann fungierte Matthias Königswieser.

### Filmmusik und Soundtrack-Album

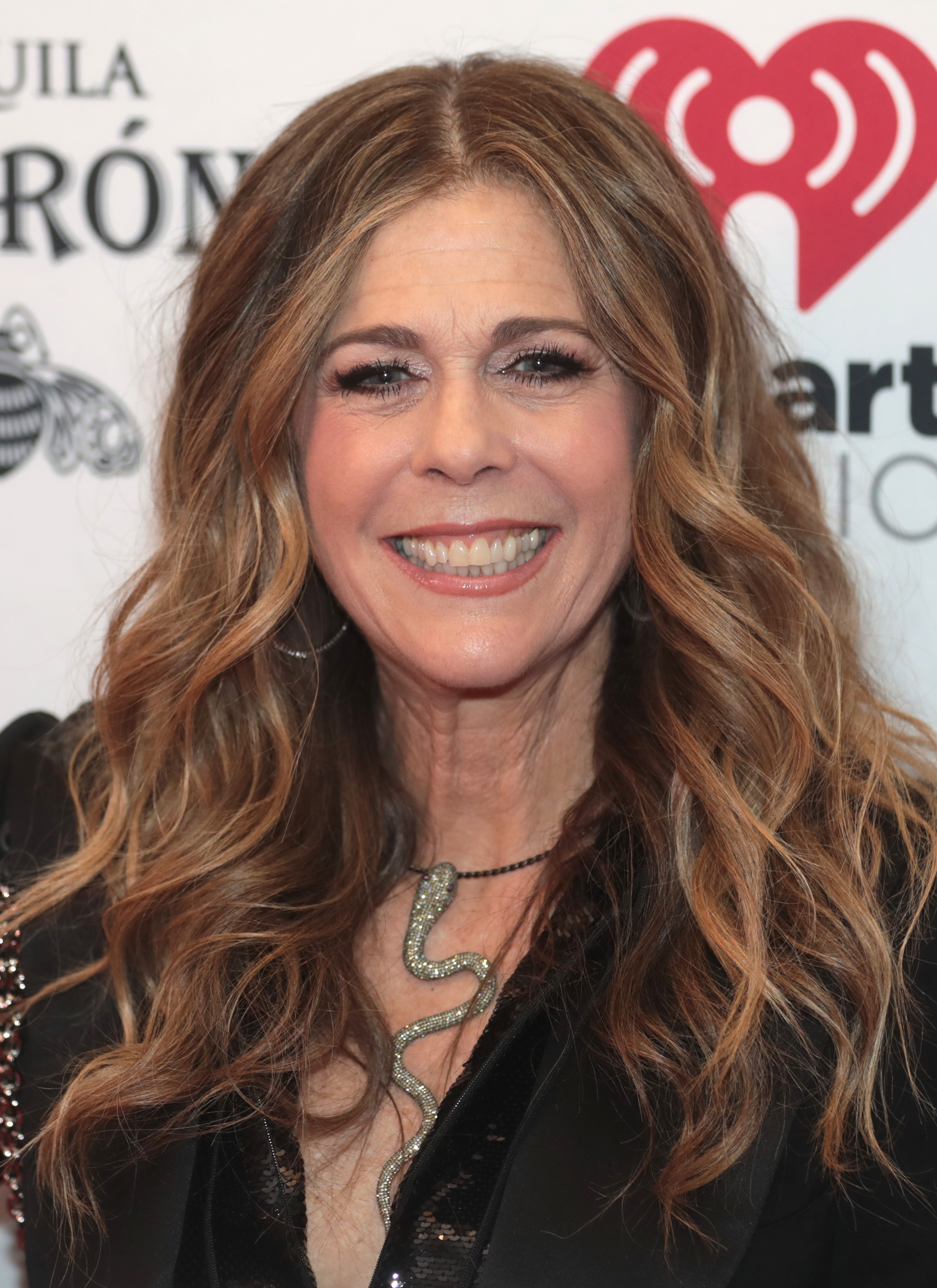
Rita Wilson, die Ehefrau von Tom Hanks, war eine der Produzentinnen des Films und war an dem Song Til You’re Home beteiligt

Die Filmmusik komponierte der vielfach für einen Oscar nominierte Thomas Newman. Anfang Dezember 2022 veröffentlichte Mercury Classics Soundtrack & Score (Decca Records) den Song Til You’re Home als Download, der von David Hodges zusammen mit Rita Wilson, der Ehefrau von Tom Hanks, geschrieben wurde und den Letztere gemeinsam mit dem Singersongwriter Sebastián Yatra singt. Der Song ist auch auf dem 24 Musikstücke umfassenden Soundtrack-Album enthalten, das am 30. Dezember 2022 von Mercury Classics Soundtrack & Score als Download veröffentlicht wurde und auch Newmans Filmmusik enthält.
Til You’re Home hat sich für eine Nominierung in der Kategorie Bester Song im Rahmen der Oscarverleihung 2023 qualifiziert. Til You’re Home wurde von einem Gespräch inspiriert, das Wilson mit einem Freund der Familie führte, als ihr Vater starb. So entstanden Liedzeilen wie „Meine Welt war schwarz und weiß, bevor ich Sonya traf. Sie war die Farbe.“ Auch wenn ein Mann das Lied singt, war die Überlegung während des Schreibens, dass nicht nur Ottos Gedanken dadurch zum Ausdruck gebrachte werden konnten, sondern auch die seiner verstorbenen Frau Sonya. Auf Yatra wurde Wilson aufmerksam, weil sie seine Stimme in dem Disney-Film Encanto liebte. Besonders bei Dos Oruguitas spürte sie in dieser Seele, Liebe und Emotionen.

### Marketing und Veröffentlichung
Der erste Trailer wurde im Oktober 2022 vorgestellt. Die Premiere erfolgte im Rahmen einer Sondervorstellung am 5. Dezember 2022 im Academy Museum of Motion Pictures in Los Angeles. Kurz nach Weihnachten, am 30. Dezember 2022, brachte Sony Pictures den Film in ausgewählte US-Kinos, gefolgt von einem landesweiten Start am 13. Januar 2023. Im Januar 2023 wird er auch beim Palm Springs International Film Festival gezeigt. Der Kinostart in Deutschland erfolgte am 2. Februar 2023.

## Rezeption

### Altersfreigabe, Kritiken und Einspielergebnis
In den USA wurde der Film von der MPAA als PG-13 eingestuft.  In Deutschland wurde der Film von der FSK ab 12 Jahren freigegeben.

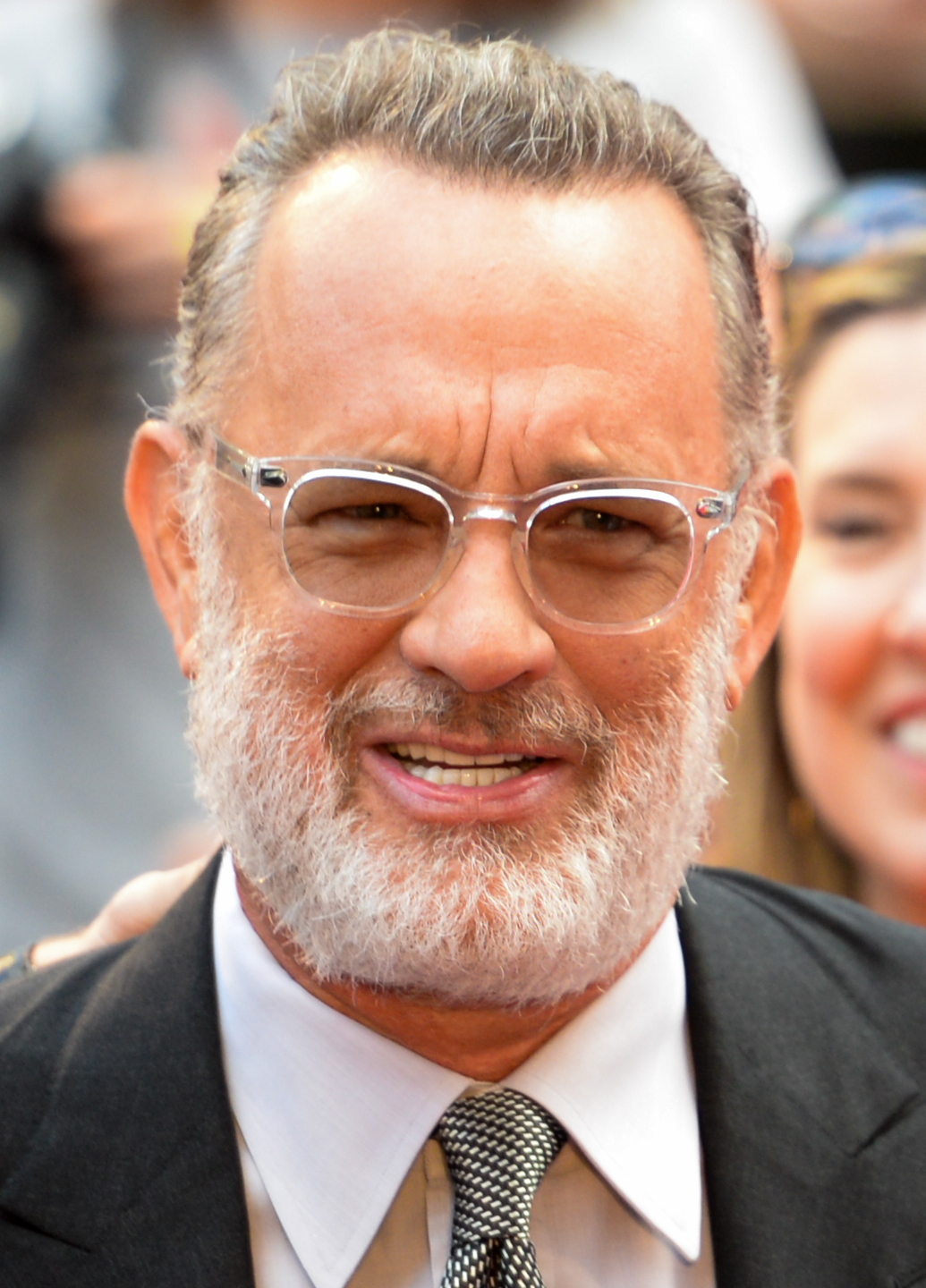
Tom Hanks spielt in der Titelrolle den Witwer Otto

Die Kritiken fielen gemischt aus. So sind 70 Prozent der bei Rotten Tomatoes aufgeführten Kritiken positiv.
Peter Bradshaw vom Guardian schreibt, die Starqualität von Tom Hanks werte den Film auf und mache die Hintergrundgeschichte klarer, jedoch sei er nicht ernst genug, um dem Thema Suizid gerecht zu werden, nicht düster genug für eine schwarze Komödie oder lustig genug für jede Art von Komödie. Hanks trage den Film mit seiner Persönlichkeit und seiner Lockerheit vor der Kamera, aber diese Kuriosität eines Films erwache nie ganz zum Leben.
Dieter Oßwald schreibt in seiner Funktion als Filmkorrespondent der Gilde deutscher Filmkunsttheater, bei einem chronisch liebenswerten Sympathieträger wie Tom Hanks mag man Bedenken haben, ob er den Kotzbrocken überhaupt glaubhaft geben kann, er vermag aber auch als Griesgram zu überzeugen: „Die Emotionen seines tief verzweifelten Helden präsentiert Hanks gleichfalls mit souveräner Glaubhaftigkeit. Da stimmt jede Mimik und sitzt jeder Blick.“ Marc Forster bleibe dem schwedischen Original weitgehend treu, und visuell einfallsreich wie einst im Drachenläufer erzähle er seine Tragikomödie mit gutem Gespür für Tempo und Timing. Angenehm unangestrengt gelinge auch die Situationskomik.
Alexandra Seitz von epd Film schreibt, wie seinerzeit Lassgård für En man som heter Ove sei Hanks für Ein Mann namens Otto die Idealbesetzung in der Titelrolle, beherrsche er doch die hohe Kunst, größtmögliche unspektakuläre Normalität mit größtmöglicher charakterlicher Komplexität zu verbinden, ohne dass das störend auffällt. So gelinge es ihm denn mühelos, diesen Stinkstiefel glaubwürdig und mit durchaus komischem Effekt mit einer ruppigen Warmherzigkeit auszustatten, die nicht nur Marisols zwei kleine Töchter für ihn einnimmt, so Seitz.
Andreas Busche schreibt in seiner Kritik im Tagesspiegel, wie so oft bei Tom-Hanks-Filmen in jüngster Zeit sei es deutlich interessanter, den Schauspieler zu beobachten, als seiner Figur zu folgen. Die Schau stehle Hanks ohnehin Mariana Treviño als seine neue, hochschwangere Nachbarin Marisol.
Die weltweiten Einnahmen des Films aus Kinovorführungen belaufen sich auf rund 112,7 Millionen US-Dollar. In Deutschland verzeichnet der Film 421.028 Besucher (Stand: 18. Juni 2023).

### Auszeichnungen
Im Rahmen der Oscarverleihung 2023 befand sich Til You’re Home auf einer Shortlist für die Kategorie Bester Song.
Hollywood Music In Media Awards 2022
- Nominierung in der Kategorie Original Song – Independent Film (Til You’re Home, David Hodges, Rita Wilson und Sebastián Yatra)[27]

## Synchronisation
Die deutschsprachige Synchronisation entstand nach einem Dialogbuch und unter der Dialogregie von Elisabeth von Molo bei Iyuno Germany.

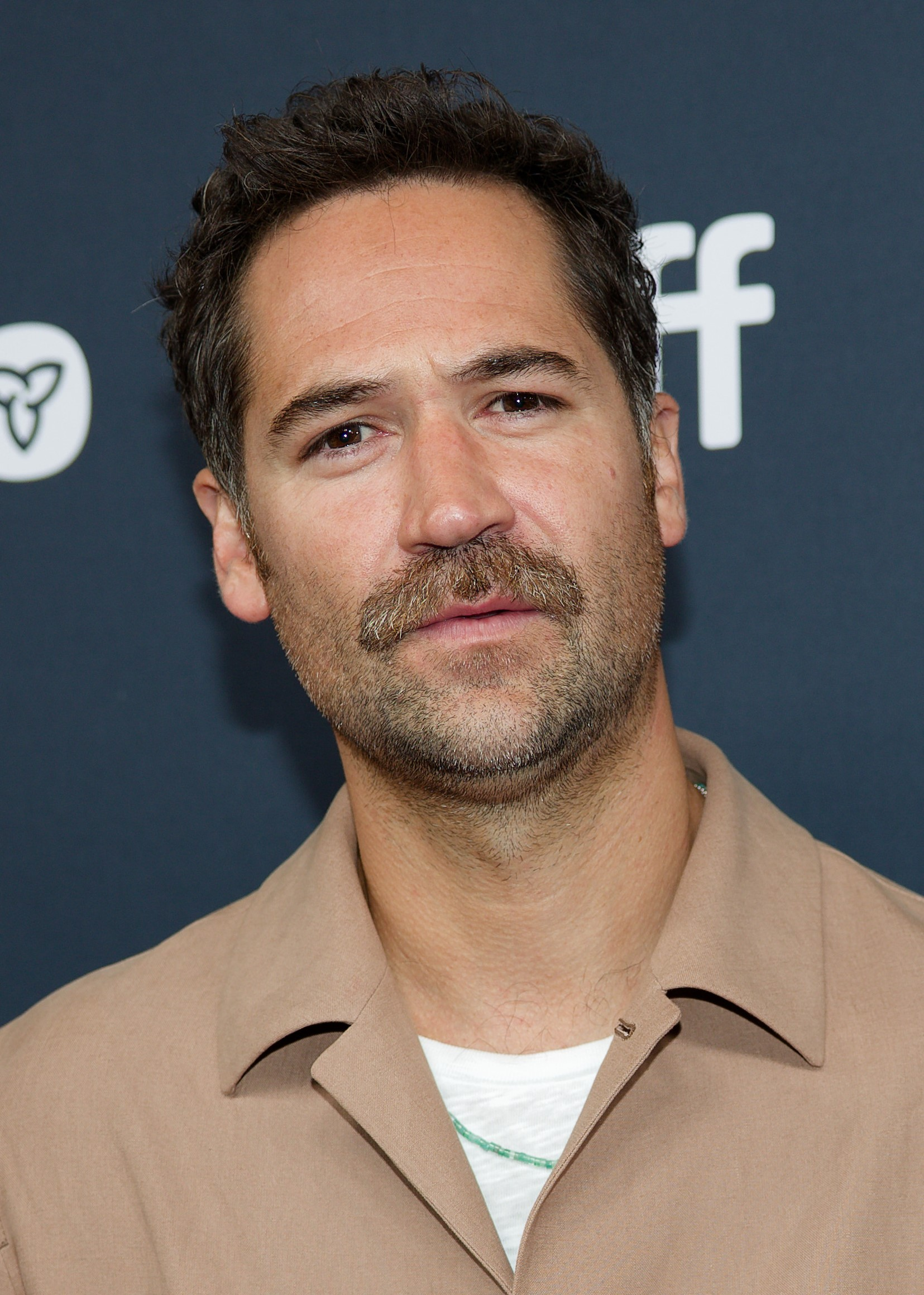
Manuel Garcia-Rulfo spielt Tommy

| Darsteller          | Synchronsprecher          | Rolle                 |
| ------------------- | ------------------------- | --------------------- |
| Tom Hanks           | Joachim Tennstedt         | Otto Anderson         |
| Mariana Treviño     | Iris Artajo               | Marisol Mendes        |
| Manuel Garcia-Rulfo | Sebastian Christoph Jacob | Tommy                 |
| Truman Hanks        | Julian Tennstedt          | Otto Anderson (jung)  |
| Rachel Keller       | Flurina Holeiter          | Sonya Anderson (jung) |
| Cameron Britton     | Manuel Straube            | Jimmy                 |
| Juanita Jennings    | Sabine Walkenbach         | Anita                 |
| Mack Bayda          | Brix Schaumburg           | Malcolm               |
| Kelly Lamor Wilson  | Özge Kayalar              | Shari Kenzie          |
| Mike Birbiglia      | Rainer Fritzsche          | Immobilienmakler      |
| Christiana Montoya  | Rosa Blankenburg          | Luna                  |
| Alessandra Perez    | Annika Theusner           | Abbie                 |
| Kailey Hyman        | Lisa May-Mitsching        | Barb                  |